# Sidusa unica
Sidusa unica là một loài nhện trong họ Salticidae.
Loài này thuộc chi Sidusa. Sidusa unica được Otto Kraus miêu tả năm 1955.